# Traké
Trakéer är ett andningsorgan hos flera leddjur, till exempel insekter. 
Trakéer används bara för luftandning.
Trakésystemet är ett starkt förgrenat system av luftfyllda rör. De finaste rören kallas trakeoler och är lika tunna som blodkapillärer. Trakéer finns vid porerna.
Trakeolerna finns omedelbart intill vävnadernas celler. 
Hos mindre insekter sker transporten av syrgas genom diffusion från omgivningen, genom trakéerna och in i vävnadscellerna. Diffusionen har nämligen mycket längre räckvidd i luft än i vatten, eftersom luft är mer "lättflytande". 
Hos större insekter ventileras de yttre delarna av trakésystemet med hjälp av pumpande rörelser med kroppen, men i de inre delarna transporteras syrgasen också hos dem med diffusion.
Eftersom de har sitt trakésystem, behöver insekter inte transportera syrgas och koldioxid med blodet.
Trakéer är mycket effektiva. Flygmusklerna hos vissa insekter har den högsta syrgaskonsumtion som över huvud taget uppmätts i hela djurvärlden. 
Men kanske är det trakésystemet som gör att insekter måste vara små djur.[källa behövs]